# Джерардо Оттані
Джерардо Оттані (італ. Gerardo Ottani, 3 березня 1909, Мілан — 1993) — італійський футболіст, що грав на позиції нападника за «Болонью», у складі якої — дворазовий чемпіон Італії і дворазовий володар Кубка Мітропи. 

## Ігрова кар'єра
У дорослому футболі дебютував 1927 року виступами за команду «Болонья», кольори якої і захищав протягом усієї своєї кар'єри гравця, що тривала десять років. У складі «Болоньї» був гравцем ротації, який міг зіграти на будь-якій позиції в нападі. За 7 сезонів у основній команді зіграв у чемпіонаті 84 матчі (в середньому 12 за сезон), маючи середню результативність на рівні 0,39 голу за гру першості. За цей час двічі виборював титул чемпіона Італії, ставав володарем Кубка Мітропи (також двічі).
Паралельно з грою у футбол навчався на лікаря. В 1936 році закінчив кар'єру гравця, зосередившись на лікарській професії.. Між 1945 і 1962 роками був лікарем команди «Болонья».
Помер 1 січня 1993 року на 84-му році життя.

## Статистика виступів

### Статистика виступів у кубку Мітропи
| №                      | Розіграш               | Стадія                 | Дата та місце проведення | Команда 1              | Рахунок | Команда 2 | Голи та інші дії |
| ---------------------- | ---------------------- | ---------------------- | ------------------------ | ---------------------- | ------- | --------- | ---------------- |
| 1                      | 1932                   | 1/4                    | 28.06.1932, Прага        | Спарта (Прага)         | 3:0     | Болонья   |                  |
| Всього у кубку Мітропи | Всього у кубку Мітропи | Всього у кубку Мітропи | Всього у кубку Мітропи   | Всього у кубку Мітропи | 1       |           | 0                |

## Титули і досягнення
- Чемпіон Італії (2):

«Болонья»: 1928-1929, 1935-1936
- Володар Кубка Мітропи (2):

«Болонья»: 1932, 1934